# Chaim Herzog

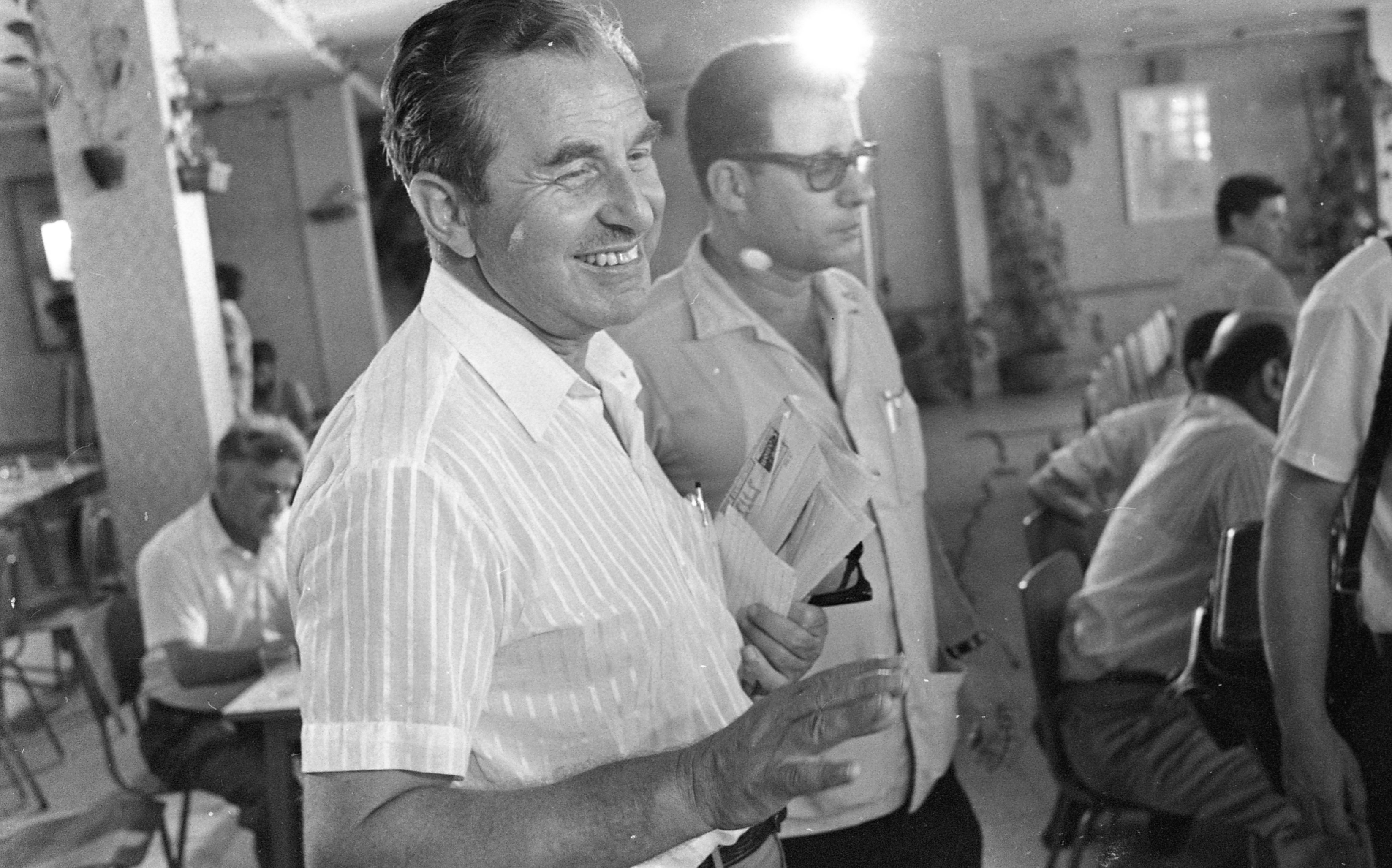

Chaim Herzog, em hebraico:  חיים הרצוג‎ (Belfast, 17 de setembro de 1918 – Tel Aviv, 17 de abril de 1997) foi um político, diplomata, oficial, advogado e escritor que serviu como o 6º Presidente de Israel entre 1983 e 1993.

## Biografia
Nascido na Irlanda do Norte, filho do célebre rabino Yitzhak HaLevi Herzog e Sara Hillman. Seu pai foi rabino-chefe da Irlanda (1919-1937), e mais tarde da Palestina e de Israel.
Chaim Herzog teve uma notável carreira tanto no Exército britânico quanto nas Forças de Defesa de Israel. Foi chefe do serviço militar de inteligência em Israel (1954-1962) e comentarista radiofônico, famoso por suas análises militares e políticas.
Em 1975, foi embaixador de Israel na Organização das Nações Unidas e em 1981, membro do Knesset (Parlamento israelense) pelo Partido Trabalhista.